# Protaetia purpurissata
Protaetia purpurissata är en skalbaggsart som beskrevs av Mohnike 1873. Protaetia purpurissata ingår i släktet Protaetia och familjen Cetoniidae. Inga underarter finns listade i Catalogue of Life.